# Symphysodontella attenuatula
Symphysodontella attenuatula là một loài Rêu trong họ Pterobryaceae. Loài này được M. Fleisch. miêu tả khoa học đầu tiên năm 1908.